# Tincalconite
La tincalconite è un minerale, un borato idrato di sodio.
Il nome deriva dall'orientale tincal = borace e dal greco κόνος = polvere, per l'aspetto polverulento.

## Abito cristallino
Forma patine microcristalline polverulente su borace.

## Origine e giacitura
Essendo prodotto di alterazione del borace all'aria, l'origine è secondaria, in prossimità di laghi boraciferi salati. La paragenesi è con borace, natron, mirabilite e salgemma.

## Forma in cui si presenta in natura
Masse terrose polverulente.

## Caratteri fisico-chimici
Ha sapore dolciastro. Fonde al cannello formando una goccia traslucida. Solubile negli acidi.

## Località di ritrovamento
Le stesse del borace.